# Final Fantasy X/X-2 HD Remaster
Final Fantasy X/X-2 HD Remaster es un videojuego de rol japonés perteneciente a la saga Final Fantasy, desarrollado por la compañía japonesa Square Soft. Este título es una remasterización en alta definición de los videojuegos Final Fantasy X y su secuela Final Fantasy X-2, publicados en 2001 y 2003 respectivamente.
El contenido del título es esencialmente el mismo que el de los videojuegos originales, al ser una remasterización. Sin embargo, cuenta con todo el contenido adicional de las versiones internacional y oriental de los títulos en los que se basa. Asimismo, cuenta con contenido adicional inédito: dos secuencias de video, una entre ambos videojuegos y otra posterior al segundo, que aclaran diversos aspectos de la trama de los videojuegos.